# 札幌市交通局500形電車
札幌市交通局500形電車（さっぽろしこうつうきょく500がたでんしゃ）は、札幌市交通局が1948年に導入した札幌市電の路面電車車両である。

## 概要
1948年（昭和23年）に登場した戦後、初の新造車。501～505号の5両。
張り上げ屋根の半鋼製車で、東京都電800形に類似した前後扉のボギー車であった。扉は単車の折戸から2枚引戸に代わった。単車の1.5倍の収容力がある当時としては大型車であったが、戦後混乱期に製造されたため作りは悪く、隙間風や扉の脱落等に悩まされた。冬季にはその隙間風の酷さから「冷凍車」と揶揄された。
登場当初の塗色は窓周りがクリーム、ほかはブルーであった。後に330形と同様の塗色に変更された。集電装置は当初ポールであったが、1952年（昭和27年）の全車ビューゲル化に伴い、ビューゲルに変更された。
1961年（昭和36年）には250形に主要機器を譲って全車廃車となった。

## 保存車
501号と502号の車体が桑園の泰和車両構内に倉庫として存在していたが、現存しない。

## 主要諸元
- 全長：10,500mm
- 全幅：2,231.2mm
- 全高：3,440mm
- 自重：12.2t
- 定員：60人
- 出力・駆動方式：37.3kW×2・吊り掛け式
- 台車型式：日本鉄道自動車D-14改